# پولانوویتسه (استان اوپوله)
پولانوویتسه (به لهستانی: Polanowice) یک منطقهٔ مسکونی در لهستان است که در گمینا بچنا واقع شده‌است. پولانوویتسه ۵۰۰ نفر جمعیت دارد.